# Квинт Публилий Филон
Квинт Публилий Филон (на латински: Quintus Publilius Philo) e политик на Римската република през 4 век пр.н.е. Произлиза от плебейската фамилия Публилии.

## Политическа кариера
Квинт Филон е консул през 339, 327, 320 и 315 пр.н.е.; диктатор през 339 пр.н.е. Той е първият плебейски претор през 336 пр.н.е., първият цензор от плебеите през 332 пр.н.е. и пълководец през Втората самнитска война. През 326 пр.н.е. е проконсул.
През 339 пр.н.е. той е консул и за победите си против латините получава триумф. Неговият колега Тиберий Емилий Мамеркин го назначава за диктатор и той издава три закона Leges Publiliae Philonis.